# رلی (کارولینای شمالی)
رلی (به انگلیسی: Raleigh) شهری در ایالت کارولینای شمالی کشور ایالات متحده آمریکا است که جمعیت آن در سرشماری سال ۲۰۱۰ میلادی، ۴۰۳٬۸۹۲ نفر بوده‌است.